# Iridopsis nephotessares
Iridopsis nephotessares là một loài bướm đêm trong họ Geometridae.